# Manfred Abelein

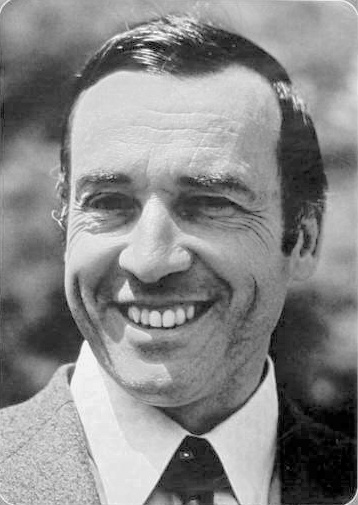
Manfred Abelein, 1980

Manfred Abelein (* 20. Oktober 1930 in Stuttgart; † 17. Januar 2008 in Ellwangen) war ein deutscher Politiker (CDU), Jurist, Lehrstuhlinhaber und Bergsteiger. Ab 1965 war er Mitglied des Deutschen Bundestages.

## Leben und Beruf
Manfred Abelein war der Sohn des kaufmännischen Angestellten Martin Abelein und katholisch. Er lebte in Ellwangen, zuletzt auch zeitweise in Berkshire (Großbritannien) und war seit 1980 verheiratet mit Ingeborg Eisenacher-Abelein, einer Arbeitsmedizinerin.
Abelein absolvierte ein Studium der Rechtswissenschaft, der Politischen Wissenschaft und der Volkswirtschaftslehre unter anderem als Schüler von Hermann Raschhofer. Er wurde zum Dr. jur. promoviert und begann seine Berufstätigkeit als Rechtsanwalt am Amt- und Landgericht Bonn. Er leitete von 1961 bis 1965 als persönlicher Referent das Ministerbüro von Heinrich Krone. Zunächst von 1966 bis 1967 Privatdozent an der Universität Würzburg für Öffentliches Recht und Politische Wissenschaft, lehrte er ab 1968 als ordentlicher Professor für Öffentliches Recht und Politische Wissenschaft an der Universität Regensburg. Bekannt war er für seine wiederholt gehaltene Lehrveranstaltung Aktuelle Probleme der Steuerpolitik. Von 1991 bis 1996 war er Vizepräsident der Europäischen Bank für Wiederaufbau und Entwicklung. Er publizierte zahlreiche Beiträge aus dem Gebiet des Staats-, Verwaltungs- und Völkerrecht sowie Bücher über die Kulturpolitik des Deutschen Reiches und der Bundesrepublik Deutschland und die französisch-deutschen Beziehungen.
Abelein war zudem passionierter Bergsteiger, Sportflieger und Luftwaffenpilot. In den Anden in Bolivien bestieg er 1977 das Illimani-Massiv (6439 m), in Österreich schaffte er 1978 die Südwand-Erstbesteigung und gleichzeitig die Winter-Erstbesteigung der Hohen Munde (2662 m) im Tiroler Leutaschtal. Er nahm auch von März bis Mai 1980 bei der ersten europäischen Tibetexpedition seit Jahrzehnten teil und bestieg dabei den Shisha Pangma (8027 m).
Mit einem Nonstop-Flug von New York nach Köln machte Abelein 1979 auf sich als Bergsteiger aufmerksam.

## Abgeordneter
Von 1965 bis 1990 war Abelein Mitglied des Deutschen Bundestages als Nachfolger von Rudolf Vogel. Er ist stets als direkt gewählter Abgeordneter des Wahlkreises Aalen-Heidenheim in den Bundestag eingezogen und erhielt bei jeder Wahl über 50 % der Stimmen. Er vertrat eine konservative Politik und war ein scharfer Kritiker der Ost- und Deutschlandpolitik der sozialliberalen Bundesregierung.
Sein Nachfolger als Wahlkreisabgeordneter wurde Georg Brunnhuber, der dem Deutschen Bundestag bis ins Jahr 2009 angehörte.
Abelein gehörte auch der Nordatlantischen Versammlung an, deren Vizepräsident er von 1985 bis 1987 war, nachdem er bereits seit 1983 die deutsche Delegation geleitet hatte.

## Schriften (Auswahl)
- Die Kulturpolitik des Deutschen Reiches und der Bundesrepublik Deutschland.
- Deutsch-französische Beziehungen. 1968.
- als Hrsg.: Deutsche Kulturpolitik – Dokumente. 1970.
- Sisha Pangma – Eine deutsche Tibet-Expedition bezwingt den letzten Achttausender. 1980.